# Aleksej Goebarev
Aleksej Aleksandrovitsj Goebarev (Russisch: Алексе́й Алекса́ндрович Гу́барев) (oblast Samara, 29 maart 1931 – Moskou, 21 februari 2015) was een Russisch ruimtevaarder. Goebarev’s eerste ruimtevlucht was Sojoez 17 en vond plaats op 11 januari 1975. Doel van deze missie was een koppeling uit te voeren met het Russische ruimtestation Saljoet 4, dat enige weken daarvoor was gelanceerd. Aan boord werd wetenschappelijk onderzoek uitgevoerd.
In totaal heeft Goebarev twee ruimtevluchten op zijn naam staan. In 1981 ging hij als astronaut met pensioen. 
1. ↑  https://www.enkm.cz/alexej-alexandrovic-gubarev; geraadpleegd op: 2 mei 2024.